# 모크위치 마시시
모크위치 에릭 키에베츠웨 마시시(영어: Mokgweetsi Eric Keabetswe Masisi, 1961년 7월 21일~)는 보츠와나의 제5대 대통령이며 2018년부터 2024년까지 재임했다. 2014년 11월 12일부터 2018년 4월 1일까지 보츠와나의 제8대 부통령을 역임했다. 2009년부터 2018년까지 모슈파-마냐나 선거구의 국회의원을 역임했다. 애초 마시시를 부통령으로 임명한 이언 카마 전 대통령과 좋은 관계를 유지하던 두 사람은 이후 코끼리 사냥 금지를 두고 충돌했고, 카마는 이후 마시시가 "반대 의견을 억눌렀다"고 비난했다. 2019년 선거에서 집권한 야당은 부정과 선거 사기를 주장했지만, 아프리카 연합의 감시단은 선거가 투명하게 진행되었고 국제 기준을 충족했다고 보고했다.
그의 정부는 코로나19 범유행에 대한 대응을 감독했다. 대중과 야당의 항의에도 불구하고 2020년 3월부터 2021년 9월까지 마시시는 법령으로 통치했다.

## 대통령직
2018년 4월 1일, 그는 보츠와나의 제5대 대통령으로 취임했다. 대통령에 취임한 후 전임자 이언 카마는 집권 보츠와나 민주당(BDP)을 떠나 보츠와나 애국전선(BPF)을 설립했다. 카마는 마시시가 코끼리 사냥 금지 조치를 해제한 것을 비판하고 마시시를 후임자로 임명하기로 한 결정을 "실수"라고 불렀다.
2018년 10월 13일, 마시시는 보츠와나 대학교에서 명예 박사 학위를 받았다. 일부 평론가들은 이 결정을 비판하며 올바른 절차를 따르지 않았다고 주장했다.

### 경제 정책
마시시 정부는 다이아몬드에 대한 의존에서 벗어나 경제를 다각화하기 위해 시장 지향적이고 경제적 자유주의 정책을 채택하고 추진해 왔다.
마시시 행정부 하에서 보츠와나의 주요 수출품인 다이아몬드 공급 감소, 45%의 청년 실업률, 야당 정치인들이 40년 만에 처음으로 재정 적자를 비판한 것 등으로 인해 긴축 정책을 채택할 수 있다.

### 2019년 선거
2019년 10월, 카마가 야당으로 자리를 옮긴 후 50여 년 만에 통합에 가장 큰 위협에 직면한 후 마시시는 대통령으로 재선되었다. 2019년 보츠와나 선거에서 마시시는 52.65%의 과반수 득표율을 기록했고, 국회 과반수 의석을 얻었다. 2019년 보츠와나 선거는 치열한 경합을 벌였고, 주요 야당인 민주적 변화를 위한 우산은 부정 선거와 선거 사기를 주장하며 법원에 이의를 제기했다. 고등법원은 이러한 혐의에 대해 기각 판결을 내렸고, 국제 관측통들은 선거를 신뢰할 수 있는 것으로 간주했다. 아프리카 연합 선거 관찰 임무(AUEOM)는 선거가 투명하고 평화적으로 진행되었다고 결론지었다. 이 선거는 국제 및 지역 모범 사례와 표준을 준수했다.
그는 선거 공약 중 코끼리 사냥 금지를 해제하고 동성애를 비범죄화할 것을 제안했다. 그해 말 보츠와나 법무장관이 동성애를 비범죄화하는 법원 판결에 항소하자 마시시(당시 대통령)는 법원 명령에 찬성하는 목소리를 냈다.

### 2024년 선거
2024년 보츠와나 선거에서 보츠와나 민주당은 보츠와나 역사상 처음으로 국회에서 과반수 의석을 잃었다. 마시시는 11월 1일, 패배를 인정하고 평화적인 권력 이양을 약속했다. 그는 두마 보코가 대통령직을 승계했다.

## 정치적 의견
마시시는 일부로부터 권위주의적인 견해를 가지고 있으며 보츠와나의 민주주의를 훼손했다는 비난을 받아왔다. 여기에는 이언 카마 전 대통령이 포함되는데, 그는 마시시가 "반대를 조장했다"고 말했다. 카마는 《파이낸셜 타임스》와의 인터뷰에서 보츠와나의 명성이 국내외적으로 훼손되고 있으며 민주주의는 쇠퇴하고 있다고 말했다. 2020년 COVID-19 대유행이 강타했을 때, 비상 강국들은 마사시가 6개월의 기간 동안 법령에 의해 통치할 수 있도록 허용했다.
마시시는 보츠와나에서 코끼리 사냥을 지원하고 있으며, 상아 거래를 허용하면 보존을 위한 더 많은 자금이 지원될 것이라고 믿고 있다. 2019년에는 나미비아, 잠비아, 짐바브웨의 국가 지도자들에게 코끼리 발로 만든 스툴 의자를 선물해 국제 언론으로부터 다소 비판을 받기도 했다. 마시시는 전임자가 시행한 코끼리 사냥 금지를 뒤집고 보츠와나의 '사살 방지책'을 없앴다.

## 사생활
2002년에 마시시는 미국 뉴욕과 에티오피아 아디스아바바에서 유엔에서 일했던 회계사 네오 마스와비와 결혼했다. 그들은 딸이 있다.
마시시는 구어체에서 "시시보이"라고 불리는데, 그의 성에 관한 낱말 놀이이다.